# Ypres
Ypres (pronunciación en francés: /ipʁə/; en neerlandés: Ieper pronunciado /ipər/, tradicionalmente en español, Iprés) es una ciudad en el oeste de Bélgica, capital del distrito homónimo, en la región de Flandes Occidental. Cuenta con unos 35.387 habitantes (2023) y tiene una de las plazas principales más grandes del país.

## Historia
Ypres ocupó un puesto importante en el condado de Flandes, solo sobrepasada por Gante y Brujas. La industria de tapices, los paños de Ypres, proporcionó un gran florecimiento urbano a partir del siglo XIII en el que la ciudad llegó a contar con 80 000 habitantes, siendo de las ciudades más pobladas de Europa. 
En el siglo XIV con la peste negra, las revueltas urbanas y la competencia de la lana inglesa y castellana la ciudad entró en decadencia. 
Formó parte de los Países Bajos Borgoñones y Españoles, en 1577 fue ocupada por los sublevados neerlandeses, hasta que fue atacada y ocupada por las tropas españolas el 7 de abril de 1584.
Luego Francia la ocuparía entre septiembre de 1658-octubre de 1659 pero el 25 de marzo de 1678, a devolvió a España conforme los acuerdos del Tratado de Rijswijk en 1697. 
Los conflictos constantes derivados de la competencia comercial entre las ciudades de aquellas regiones, llevaron a que para el año de 1714 pasara a formar parte de los Países Bajos Austríacos. Y por el mismo conflicto comercial, en la siguiente etapa del control de ciudades, si así quiere entenderse, volvería a ser ocupada por las tropas francesas de Napoleón Bonaparte cuando se estableció la franceses de 1795-1814. Luego sería incluida como parte del Reino Unido de los Países Bajos, hasta que en el año de 1830 al estallar la Bélgica logró independizarse, de esta forma se mantuvo soberana a lo largo del siglo XIX  e inicios del siglo XX.

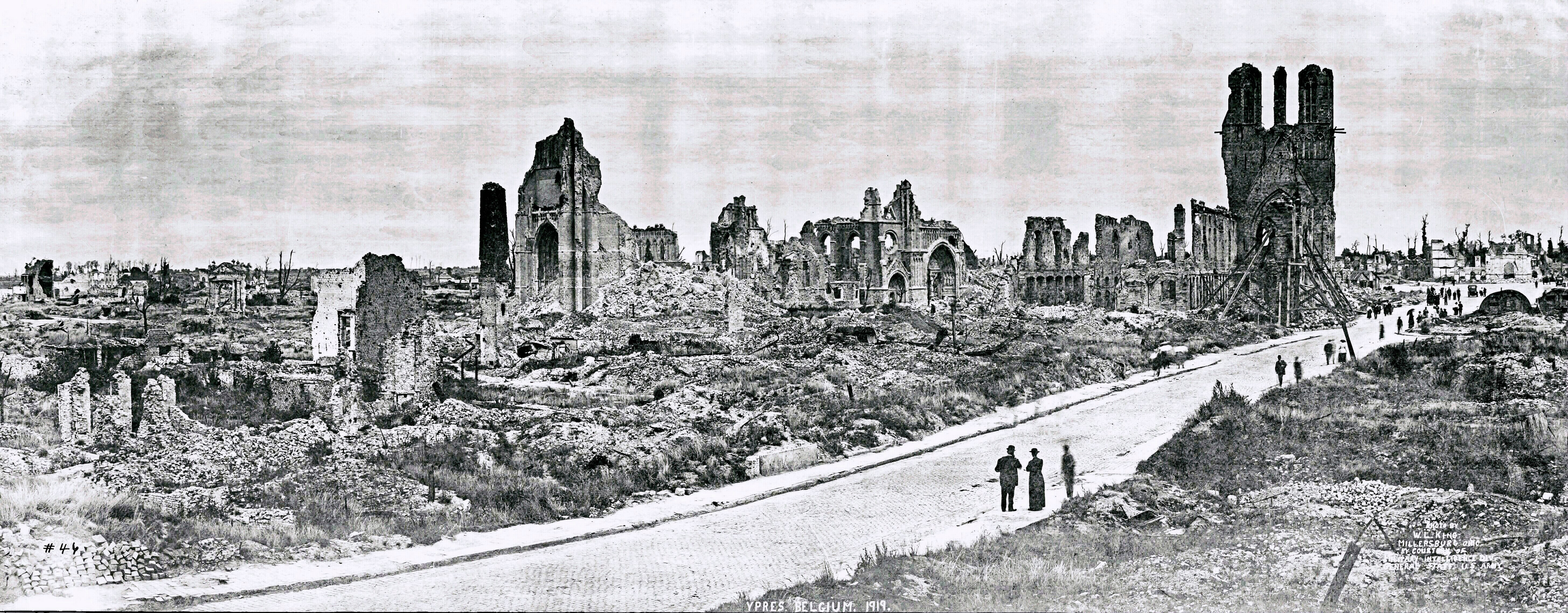
Ypres en 1919.

Pero durante la Primera Guerra Mundial, Ypres fue rodeada por tres lados por las tropas alemanas. Las tropas del Reino Unido llamaron a esto el Saliente de Ypres. En los campos de batalla alrededor de Ypres usaron los alemanes el 22 de abril de 1915 por primera vez gas venenoso como armamento químico, debido a lo cual a este gas también se le conoce como iperita. Sería ocupada por los alemanes (1940-1944), durante la Segunda Guerra Mundial.
Alcaldes de Ypres fueron Bruno Vanderstichele de Maubus (lib.), Alphonse Vandenpeereboom (lib.) (1859-), Pierre Beke (lib.), Louis Van Heule (lib.), René Colaert (kath.) (1900-1927), Sobry (kath.), Jean Vanderghote (CVP) (1933-1942), Albert Dehem (CVP), Luc Dehaene (CD&V) (1995-).

## Geografía

### Secciones del municipio
El municipio comprende los antiguos municipios, que se fusionaron en 1977:
- Ypres
- Boezinge
- Brielen
- Dikkebus
- Elverdinge
- Hollebeke
- Sint-Jan
- Vlamertinge
- Voormezele
- Zillebeke
- Zuidschote

## Demografía

### Evolución
Todos los datos históricos relativos al actual municipio, el siguiente gráfico refleja su evolución demográfica, incluyendo municipios después de efectuada la fusión el 1 de enero de 1977.
| Gráfica de evolución demográfica de Ypres entre 1846 y 2023 |
|                                                             |

## Turismo

### Puntos de interés
- la Plaza Mayor (Grote Markt);
- la ancestral lonja de los Paños, un monumento protegido por la Unesco;
- la catedral de San Martín del antiguo obispado de Ypres;
- la puerta de Menen o Menenpoort, en la parte occidental de la ciudad vieja, donde cada tarde se toca el toque de silencio («Last post») en honor a los caídos en los campos de batalla de Ypres durante la Primera Guerra Mundial;
- las antiguas murallas de Ypres alrededor de la ciudad, únicas en Bélgica.

### Festividades

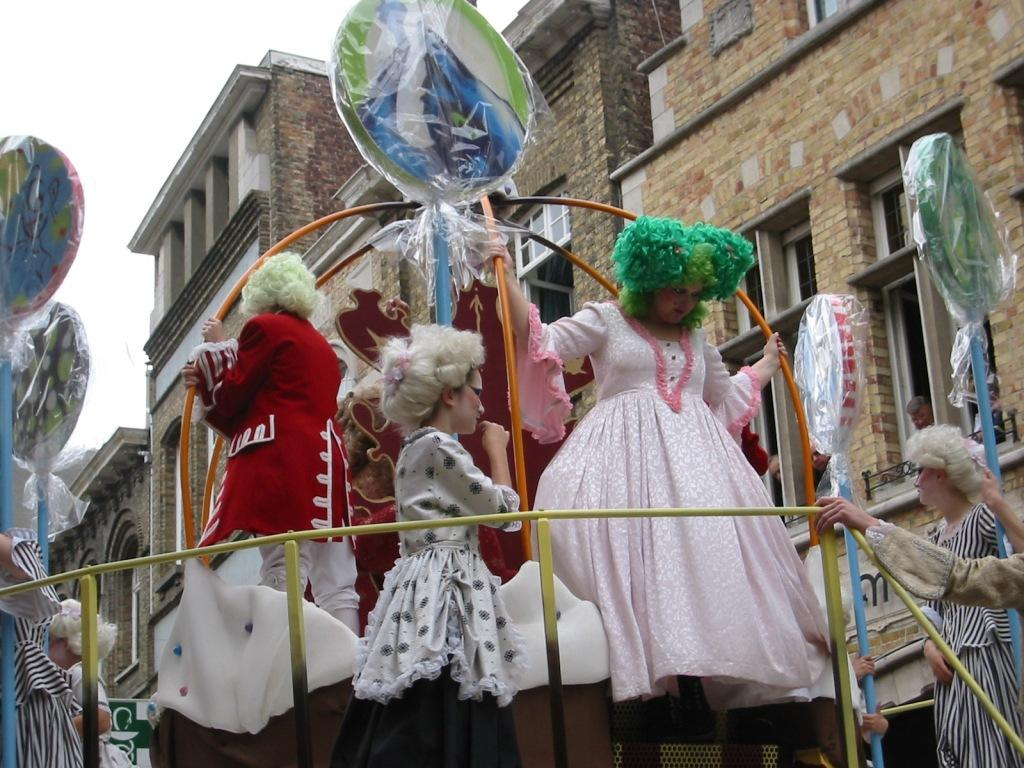
Kattenstoet

La Cabalgata de los Gatos (Kattenstoet) se celebra el segundo domingo de mayo cada tres años. La última edición, la número 43, tuvo lugar el 13 de mayo de 2012.

## Transportes
La estación de Ypres es dirigido por NMBS tiene trenes frecuentes a Kortrijk.
También se puede acceder desde Bruselas, que une a Eurostar, y toma alrededor de 75 minutos con dos paradas.

## Ciudades hermanadas
Ypres están hermanadas con las siguientes ciudades:
- Sittingbourne (Reino Unido, desde 1964)
- Siegen (Alemania, desde 1967)
- Saint-Omer (Francia, desde 1969)
- Semey (Kazajistán, desde 2012)
- Hiroshima (Japón)
- Wa (Ghana)